# Duguetia schulzii
Duguetia schulzii este o specie de plante angiosperme din genul Duguetia, familia Annonaceae, descrisă de Jans.-jac.. A fost clasificată de IUCN ca specie vulnerabilă. Conform Catalogue of Life specia Duguetia schulzii nu are subspecii cunoscute.